# Kazuyoshi Nakamura
Kazuyoshi Nakamura (n. 8 aprilie 1955) este un fost fotbalist japonez.

## Statistici
| Japonia | Japonia | Japonia |
| An      | Meciuri | Goluri  |
| ------- | ------- | ------- |
| 1979    | 5       | 1       |
| Total   | 5       | 1       |